# Guerra dos Bárbaros
Guerra dos Bárbaros foram os conflitos, rebeliões e confrontos envolvendo os colonizadores portugueses e várias etnias indígenas tapuias que aconteceram nas capitanias do Nordeste do Brasil, a partir de 1683.
Guerra dos Bárbaros foi a denominação dada aos conflitos entre povos indígenas e forças militares da Coroa Portuguesa no movimento de expansão da pecuária que avançou sob as terras indígenas.
Os conflitos ocorreram em partes dos estados do Maranhão,  Bahia, Ceará, Piauí, Rio Grande do Norte, Paraíba e Pernambuco.
Os portugueses designavam os indígenas de "bárbaros", ou seja, aqueles que ofereciam resistência à ocupação do território pelos europeus. Esses indígenas que não se deixavam evangelizar e catequizar eram os principais obstáculos para a efetiva colonização do território. 
Com a expulsão dos holandeses do território no ano de 1654, os portugueses puderam retomar o avanço em direção ao interior nordestino, expandindo as fazendas de gado e perseguindo indígenas. Porém a resistência de diversos povos indígenas, que tinham sido aliados dos holandeses, foi um elemento-surpresa para os lusos.
Os portugueses fortificaram o efetivo militar, inclusive com a vinda de bandeirantes paulistas como Domingos Jorge Velho, Matias Cardoso de Almeida e Antônio Gonçalves Figueira. Já povos do interior nordestino, como os janduís, paiacus, caripus, icós, caratiús e cariris, uniram-se em aliança e confrontaram os portugueses e suas tentativas de dominar as terras dos nativos. A aliança destes povos, denominada pelos portugueses como Confederação dos Cariris ou Confederação dos Bárbaros, foi derrotada somente em 1713.
A introdução de forças portuguesas nos sertões brasileiros foi a fonte de diversos confrontos entre os conquistadores e indígenas. Apesar das particularidades de cada conflito, as autoridades reais passaram generalizar os levantes nativos no sertão como "Guerra dos Bárbaros". As primeiras destas batalhas deram-se no Recôncavo Baiano entre os anos de 1651 e 1679. O segundo maior confronto deste conjunto bélico foi a Guerra do Açu, lutada nos sertões das capitanias do Rio Grande, Paraíba e Ceará, entre os anos de 1687 e 1720. Essas duas áreas são tidas como as principais localizações dessa violência, mas a verdade é que estes se espalharam pelos interiores do Maranhão, Piauí e Pernambuco. 